# 蓮花山 (汕尾)
蓮花山是一座位於廣東省汕尾市海豐縣的山峰，海拔1337米，為廣東四大山脈之一的蓮花山脈主峰，也是粵東沿海第一高峰，狀如一朵盛開的蓮花，故名蓮花山。蓮花山地處亞熱帶，每年平均氣溫為21.9度，日照偏少，氣候宜人。境內森林密布，生長著羅漢松、白木香、长叶竹柏、土沉香、巴戟天等珍稀植物；有玉龍噴須、三井回音、龍潭飛瀑等十八處瀑布；並有召貢溫泉、埔仔溫泉等溫泉。有明清時期建造的雞鳴寺、雲蓮寺、金竹寺等七座古剎。1995年3月，成立廣東蓮花山森林公園，1997年6月23日正式對外開放。